# المستقبل (جريدة عراقية)
جريدة المستقبل العراقية، (بالإنجليزية:   almustaqbal paper)‏، هي جريدة يومية عراقية، تصدر باللغة العربية، من بغداد. رئيس مجلس إدارتها، ورئيس التحرير: علي الدراجي،  .
تأسست صحيفة المستقبل «البغدادية» في عام 2007، وكانت في البداية صحيفة أسبوعية، قبل أن تتحول إلى صحيفة يومية في حزيران (يونيو) العام 2011، حيث يشرف على الصحيفة الصحفي العراقي علي الشريفي، ويرأس تحريرها الصحفي العراقي الدكتور فؤاد غازي.